# Olbia (Libia)
Olbia o Theodorias era una ciudad romana y bizantina entre Marj y Baida en la región de Cirenaica de la Libia moderna. Olbia es ahora principalmente el sitio arqueológico. El nombre moderno de la ubicación es Qasr Libia, después del castillo del período islámico (qasr) ubicado en el sitio y Libia o Lebia como una corrupción del antiguo nombre Olbia.

## Historia
Después de la destrucción por parte de los vándalos e incursiones de los nómadas laguatan (Lwatae), fue refundada en 539 EC como Polis Nea Theodorias por la emperatriz bizantina Teodora.
Todo lo que queda de la ciudad son dos iglesias bizantinas. Una está integrado en el qasr, que ahora alberga el Museo de Qasr Libia. La otra iglesia fue excavada por Richard Goodchild a mediados de la década de 1950. Solo queda el plano del piso, pero cincuenta hermosos paneles de mosaico que representan el mundo conocido y la refundación y el adorno de la ciudad por Teodora se exhiben en el museo. En uno de ellos, dos mosaicos revelan los nombres de los obispos de Macario y Teodoro, este último calificado como un "nuevo obispo", presumiblemente el sucesor de Macario.

## Obispado
Se conocen cinco obispos antiguos de esta antigua diócesis. Los dos primeros se mencionan en la carta escrita por Sinesio de Cirene a Teófilo de Alejandría en 412, en la que el autor comunica al arzobispo de Alejandría que después de un largo ministerio y una larga vida murió "el mejor Padre Atamas", a quien los fieles de Olbia eligieron por unanimidad como sucesor de Antonio.
Por su parte, el obispo Publio participó en el Concilio de Éfeso de 431.
Desde 1933 Olbia había sido incluida entre los obispados de la Iglesia Católica, pero el título no se ha vuelto a asignar desde el 26 de mayo de 1978.